# Nisaka Yoshinobu
Nisaka Yoshinobu (仁坂 吉伸) là chính khách người Nhật Bản. Trước đây, ông từng giữ chức vụ làm thống đốc tỉnh Wakayama từ ngày 17 tháng 12 năm 2006 đến ngày 16 tháng 12 năm 2012.